# Lee Van Corteza

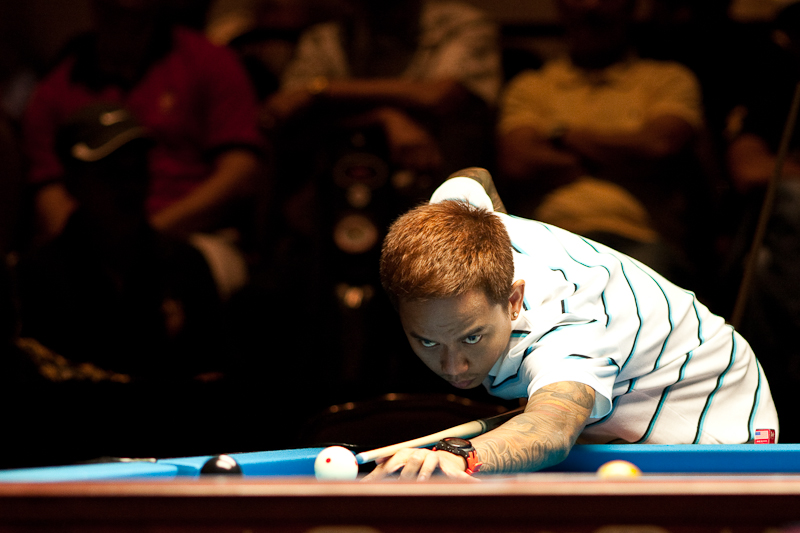
Lee Van Corteza (2013)

Lee Van Corteza (Davao City, 1 maart 1979) is een Filipijns professioneel poolspeler. Van Corteza, die ook wel "Van Van" wordt genoemd, maakte zijn debuut in 1993 en behaalde sindsdien diverse successen. Zo won hij vier gouden en een zilveren medaille op de Zuidoost-Aziatische Spelen tussen 1999 en 2003. In 2004 won hij het WPA Asian Nine-ball Tour toernooi in de Filipijnen, waar hij in de finale met 13-11 won van landgenoot Francisco Bustamente. Een van zijn grootste successen behaalde hij in 2010 de finale van het WPA wereldkampioenschap 10-ball. In datzelfde jaar behaalde hij samen twee Filipijnse teamgenoten de finale van het WPA wereldkampioenschappen voor landenteams.

## Titels en belangrijke uitslagen
- 2010 Malaysian Golden Break 9-Ball Asian Invitational tournament
- 2010 Predator Sweet 16[2]
- 2010 US Open Ten-Ball Championship[3]
- 2009 WPA World Ten-Ball Championship - 2e plaats
- 2009 Derby City Classic Ten-ball Challenge
- 2007 Turning Stone Classic IX
- 2007 Philippine National Championship
- 2006 All-Japan Championship
- 2004 WPA Asian Nine-ball Tour - [4]
- 2003 Zuidoost-Aziatische Spelen -  8-ball enkelspel[5]
- 2003 Zuidoost-Aziatische Spelen -  9-ball dubbel[5]
- 2001 Zuidoost-Aziatische Spelen -  8-ball enkelspel[6]
- 2001 Zuidoost-Aziatische Spelen -  9-ball enkelspel[6]
- 1999 Zuidoost-Aziatische Spelen -  9-ball enkelspel[6]